# Parnall Aircraft

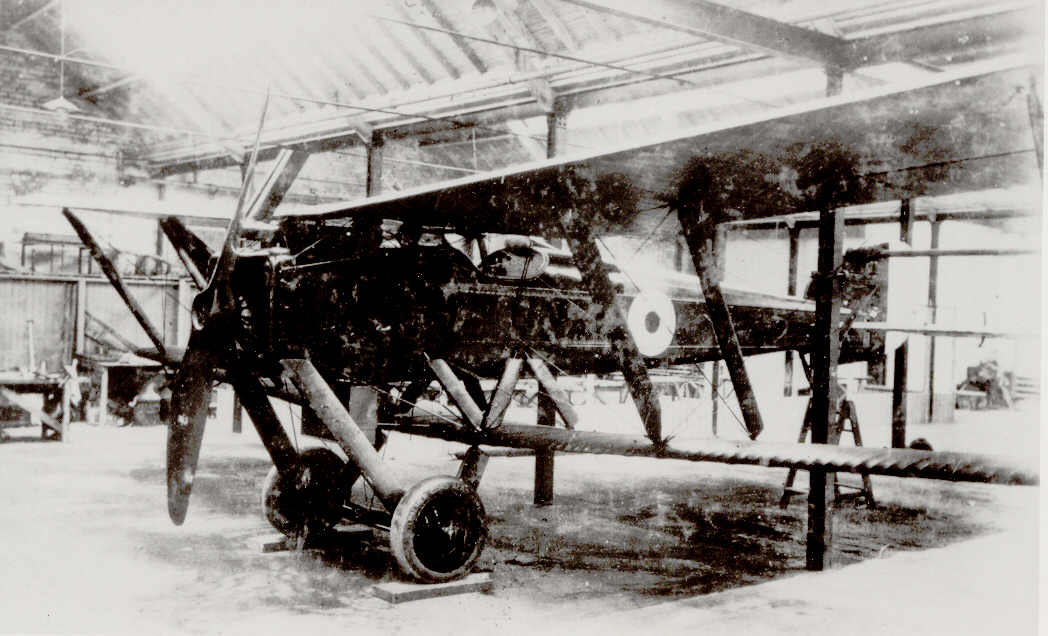
En nästan färdigställd prototyp av Parnall Scout

Parnall Aircraft bildades 1914 som snickerifabriken Parnall and Sons i Eastville Bristol av George Parnall. Under första världskriget fick fabriken ett kontrakt av den brittiska marinen att licenstillverka och underhålla flygplan för det engelska försvaret. Företaget tillverkade ett stort antal Avro 504 och Short 827 flygplan samt flygplansdelar av trä som monterades vid andra flygplansfabriker. För att öka bredden av företages flygavdelning anställdes konstrktören A. Camden Pratt, hans första konstruktion blev Scout som togs fram 1916 som ett attackflygplan mot luftskepp.
Inga av företagets egna konstruktioner kom att tillverkas i större antal trots att man samarbetade med flera kända flygplanskonstruktörer. Bland annat tillverkade man tillsammans med Cierva Autogyro Company 1928 konstruktionerna C10 och C11. Flygplanskroppen formgavs av Parnalls konstruktör Harold Bolas medan Juan de la Cierva anpassade sitt autogyrosystem till kroppen. Andra produkter från företaget var tävlingsflygplan som specialkonstruerades för olika flygtävlingar.
När flygplansmarknaden sviktade i mitten på 1930-talet inledde man samarbete med andra tillverkare, som ett resultat av detta slog man sig 1936 ihop med Hendy Aircraft och Nash and Thompson under namnet Parnall Aircraft Ltd. 1939 upphörde verksamheten med nykonstruktion och tillverkning av egna flygplansmodeller, företaget koncentrerade sig på tillverkning av komponenter för flygindustrin, samt kanontorn till bland annat Avro Lancaster. Efter andra världskriget kom företaget att inrikta sig på tillverkning av köksmaskiner och köksredskap.